# بوب كارلن
بوب كارلن (بالإنجليزية: Bob Carlin)‏ هو عازف بانجو أمريكي، ولد في 17 مارس 1953.

## وصلات خارجية
- بوب كارلن على موقع ميوزك برينز (الإنجليزية)
- بوب كارلن على موقع ديسكوغز (الإنجليزية)